# 傑恰
48°8′23″N 22°39′29″E / 48.13972°N 22.65806°E
傑恰（烏克蘭語：Геча），是烏克蘭西部的村莊，隸屬外喀爾巴阡州的貝雷霍韋區。該村始建於1319年，面積2.52平方公里，海拔高度112米，2001年人口1,030，人口密度每平方公里408.73人。